# 명목상 손해배상
명목상 손해배상(Nominal damages)는 법기술적인 손해배상액으로 미화 1불가량의 형식적인 손해배상액을 말하는 영미법상 개념이다.